# خوسه د آمسلا ای آسپیسوآ
خوسه د آمسلا ای آسپیسوآ (اسپانیایی: José de Amézola y Aspizúa‎؛ ۹ ژانویه ۱۸۷۴ – ۱۹۲۲) بازیکن پیلوتای باسکی اهل اسپانیا بود.
از افتخارات وی میتوان به کسب مدال طلا پیلوتای باسکی در بازی‌های المپیک تابستانی ۱۹۰۰ اشاره کرد.